# Wahlkreis Perthshire South and Kinross-shire
| Perthshire South and Kinross-shire                         |
| ---------------------------------------------------------- |
| Perthshire South and Kinross-shire · Mid Scotland and Fife |
| Gebildet                                                   |
| 2011                                                       |
| Abgeordneter                                               |
| Jim Fairlie (SNP)                                          |
| Regionen                                                   |
| Perth and Kinross                                          |

Perthshire South and Kinross-shire ist ein Wahlkreis für das Schottische Parlament. Er wurde 2011 im Zuge der Revision der Wahlkreise als einer von neun Wahlkreisen der Wahlregion Mid Scotland and Fife neu geschaffen. Die Gebiete lagen zuvor weitgehend innerhalb des ehemaligen Wahlkreises Perth. Der Wahlkreis Perthshire South and Kinross-shire umfasst Gebiete der Council Area Perth and Kinross mit den Städten Kinross und Crieff sowie Teilen der Stadt Perth. Der Wahlkreis entsendet einen Abgeordneten. 
Der Wahlkreis erstreckt sich über eine Fläche von 1367,3 km2. Im Jahre 2020 lebten 79.242 Personen innerhalb seiner Grenzen.

## Wahlergebnisse

### Parlamentswahl 2011
| Ergebnisse der Parlamentswahl 2011 | Ergebnisse der Parlamentswahl 2011 | Ergebnisse der Parlamentswahl 2011 | Ergebnisse der Parlamentswahl 2011 |
| Partei                             | Kandidat                           | Stimmen                            | %                                  |
| ---------------------------------- | ---------------------------------- | ---------------------------------- | ---------------------------------- |
| SNP                                | Roseanna Cunningham                | 16.073                             | 51,5                               |
| Conservative                       | Elizabeth Smith                    | 8907                               | 28,5                               |
| Labour                             | Patricia Duncan                    | 3980                               | 12,8                               |
| Liberal Democrats                  | Willie Robertson                   | 2256                               | 7,2                                |
| Wahlbeteiligung: 53,9 %            |                                    |                                    |                                    |

### Parlamentswahl 2016
| Ergebnisse der Parlamentswahl 2016 | Ergebnisse der Parlamentswahl 2016 | Ergebnisse der Parlamentswahl 2016 | Ergebnisse der Parlamentswahl 2016 | Ergebnisse der Parlamentswahl 2016 |
| Partei                             | Kandidat                           | Stimmen                            | %                                  | ±                                  |
| ---------------------------------- | ---------------------------------- | ---------------------------------- | ---------------------------------- | ---------------------------------- |
| SNP                                | Roseanna Cunningham                | 15.315                             | 42,4                               | −9,1                               |
| Conservative                       | Elizabeth Smith                    | 13.893                             | 38,4                               | +9,9                               |
| Labour                             | Scott Nicholson                    | 3.389                              | 9,4                                | −3,4                               |
| Liberal Democrats                  | Willie Robertson                   | 3.008                              | 8,3                                | +1,1                               |
| Unabhängige                        | Craig Finlay                       | 544                                | 1,5                                | +1,5                               |
| Wahlbeteiligung: 36.149            |                                    |                                    |                                    |                                    |

### Parlamentswahl 2021
| Ergebnisse der Parlamentswahl 2021 | Ergebnisse der Parlamentswahl 2021 | Ergebnisse der Parlamentswahl 2021 | Ergebnisse der Parlamentswahl 2021 | Ergebnisse der Parlamentswahl 2021 |
| Partei                             | Kandidat                           | Stimmen                            | %                                  | ±                                  |
| ---------------------------------- | ---------------------------------- | ---------------------------------- | ---------------------------------- | ---------------------------------- |
| SNP                                | Jim Fairlie                        | 20.126                             | 45,7                               | +3,3                               |
| Conservative                       | Elizabeth Smith                    | 18.178                             | 41,2                               | +2,8                               |
| Labour                             | Janine Rennie                      | 2.943                              | 6,7                                | −2,7                               |
| Liberal Democrats                  | Julia Brown                        | 2.823                              | 6,4                                | −1,9                               |
| Wahlbeteiligung: 70 %              |                                    |                                    |                                    |                                    |